# Tour de France 1910
8. Tour de France rozpoczął się 3 lipca, a zakończył 31 lipca 1910 roku w Paryżu. Wystartowało 110 zawodników, ukończyło 41. Zwyciężył Francuz Octave Lapize.
W 1910 roku, podobnie jak w pięciu poprzednich wyścigach postanowiono ustalać klasyfikację generalną na podstawie punktów zdobywanych przez kolarzy na poszczególnych etapach. Na podstawie przeliczeń (miejsce, uzyskany czas i punkty dodatkowe) po każdym etapie najmniej „oczek” zdobył Octave Lapize, który tym samym został zwycięzcą ósmej edycji Tour de France. 
W Tour de France 1910 po raz pierwszy w historii kolarze musieli pokonywać górskie przełęcze w Pirenejach, wspinając się po raz pierwszy m.in. na Col du Tourmalet (2115 m n.p.m.), na którym jako pierwszy zameldował się późniejszy zwycięzca Octave Lapize.

## Etapy
| Etap | Data     | Trasa              | Dystans | Zwycięzca          | Lider wyścigu      |
| ---- | -------- | ------------------ | ------- | ------------------ | ------------------ |
| 1    | 3 lipca  | Paryż - Roubaix    | 269 km  | Charles Crupelandt | Charles Crupelandt |
| 2    | 5 lipca  | Roubaix - Metz     | 398 km  | François Faber     | François Faber     |
| 3    | 7 lipca  | Metz - Belfort     | 259 km  | Emile Georget      | François Faber     |
| 4    | 9 lipca  | Belfort - Lyon     | 309 km  | François Faber     | François Faber     |
| 5    | 11 lipca | Lyon - Grenoble    | 311 km  | Octave Lapize      | François Faber     |
| 6    | 13 lipca | Grenoble - Nicea   | 345 km  | Julien Maitron     | François Faber     |
| 7    | 15 lipca | Nicea - Nîmes      | 345 km  | François Faber     | François Faber     |
| 8    | 17 lipca | Nîmes - Perpignan  | 216 km  | Georges Paulmier   | François Faber     |
| 9    | 19 lipca | Perpignan - Luchon | 289 km  | Octave Lapize      | François Faber     |
| 10   | 21 lipca | Luchon - Bajonna   | 326 km  | Octave Lapize      | François Faber     |
| 11   | 23 lipca | Bajonna - Bordeaux | 269 km  | Ernest Paul        | François Faber     |
| 12   | 25 lipca | Bordeaux - Nantes  | 391 km  | Louis Trousselier  | François Faber     |
| 13   | 27 lipca | Nantes - Brest     | 321 km  | Gustave Garrigou   | Octave Lapize      |
| 14   | 29 lipca | Brest - Caen       | 424 km  | Octave Lapize      | Octave Lapize      |
| 15   | 31 lipca | Caen - Paryż       | 262 km  | Ernesto Azzini     | Octave Lapize      |

## Klasyfikacja końcowa
| Lp  | Zawodnik             | Kraj       | Zespół   | Punkty |
| --- | -------------------- | ---------- | -------- | ------ |
| 1.  | Octave Lapize        | Francja    | Alcyon   | 63     |
| 2.  | François Faber       | Luksemburg | Alcyon   | 67     |
| 3.  | Gustave Garrigou     | Francja    | Alcyon   | 86     |
| 4.  | Cyrille Van Hauwaert | Belgia     | Alcyon   | 97     |
| 5.  | Charles Cruchon      | Francja    | –        | 119    |
| 6.  | Charles Crupelandt   | Francja    | Le Globe | 148    |
| 7.  | Ernest Paul          | Francja    | –        | 154    |
| 8.  | André Blaise         | Francja    | Alcyon   | 166    |
| 9.  | Julien Maitron       | Francja    | Le Globe | 171    |
| 10. | Aldo Bettini         | Włochy     | Alcyon   | 175    |